# Colibrí amazília culblau
Saucerottia hoffmanni és una espècie d'ocell de la família dels troquílids (Trochilidae) que rep en anglès el nom de "Blue-vented Hummingbird" (colibrí amazília culblau). Habita les zones forestals de mesoamericanes, des de l'oest de Nicaragua fins Costa Rica central.